# Svenska Klätterförbundet
Svenska Klätterförbundet (SKF), är medlem i UIAA, den internationella alpinistfederationen. Sverige har varit medlem i UIAA sedan 1932, först via Svenska Fjällklubben och sedan 1973 via Svenska Klätterförbundet. 
SKF bildades 1973 som en utbrytargrupp, huvudsakligen av den alpina sektionen i Svenska Fjällklubben. Klättersporten i Sverige var på den tiden liten, och SKF:s uppgift var på den tiden huvudsakligen att fungera som kontaktnät för landets klättrare samt att ge ut medlemstidningen Bergsport. Mot slutet av 1980-talet började klättring debutera som tävlingssport och 1988 ordnades den första seriösa klättertävlingen i Sverige, på Stuguberget i Jämtland. För att slippa inverkan av vädret och för att inte lokala klättrare skulle ha en fördel, flyttade tävlingsverksamheten året därpå, 1989, inomhus då den första inomhustävlingen, ett SM, ordnades på Hotell Ekoxen i Linköping. 1990 genomfördes både SM och NM på samma vägg. Under 1990-talet växte inomhusklättringen, liksom tävlingsklättringen, och SKF blev medlem i Riksidrottsförbundet 1995.
Utbildningsverksamhet ordnades länge av de lokala klätterklubbarna som var anslutna till SKF, men i och med sportens tillväxt började kommersiella aktörer uppträda och SKF såg sig nödgade att strama upp kursverksamheten. Första steget i den riktningen var införandet av officiella kursnormer 1991. Året därpå infördes ett system för auktorisation av klätterinstruktörer. År 2000 infördes ett omarbetat och utökat system för instruktörsauktorisation som även innefattade isklättrings- och inomhusinstruktörer. I och med detta anpassades det svenska auktorisationssystemet till det internationella systemet i UIAA:s regi.
SKF arbetar också med säkerhetsfrågor, medicinska, expeditions-, tävlings-, utbildnings- och naturvårds- och tillträdesfrågor.
Antalet medlemmar är cirka 7 000 (2016).